# 若松寺
若松寺（じゃくしょうじ）は、山形県天童市にある天台宗の寺院。別称は若松観音（わかまつかんのん）。「西の出雲、東の若松」と、出雲大社と並び称される縁結びの観音として知られる。室町時代には西国の観音巡礼信仰が東国にも普及し、最上三十三観音霊場第1番札所に位置づけられている。

## 歴史
寺伝によれば、和銅元年（708年）、元明天皇の勅命によって東国巡錫の途中であった行基が、鈴の音に導かれ現在の鈴立山に登り、山上で光り輝く三十三観音像を感得したことにより開山されたという。その後、空海や円仁（慈覚大師）が登山したとの伝承もあり、貞観2年（860年）、立石寺開山の円仁（慈覚大師）が立石寺の山頂付近にあった堂を現在の地に移したという。この頃法相宗から天台宗となる。
寺宝としては、弘長3年（1263年）に藤原真綱一族が二世安楽を願って奉納した「金銅聖観音像懸仏」（こんどう しょうかんのんぞう かけぼとけ、国の重要文化財）、永禄6年（1563年）、郷目右京進貞繁が奉納した「板絵著色神馬図」（いたえちゃくしょく しんめず、国の重要文化財）がある。観音堂は1963年に国の重要文化財に指定されている。

## 境内
- 若松寺本坊
- 若松寺観音堂（国の重要文化財）
- 奥の院
- 地蔵堂
- 元三大師堂
- 縁福大風鈴
- 鐘楼堂
- 三十三観音分霊

## 文化財

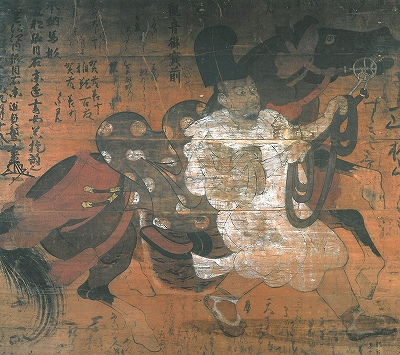
神馬図（重要文化財）

### 重要文化財（国指定）
- 観音堂
- 金銅聖観音像懸仏 - 弘長3年（1263年）
- 板絵著色神馬図 - 永禄6年（1563年）郷目貞繁筆

## アクセス
- 車
  - 駐車場あり。
  - JR天童駅より約15分[4]。
  - 山形自動車道山形北ICより約20分[4]。

## 前後の札所
最上三十三観音霊場
1 若松観音 -- 2 山寺